# 中山王墓

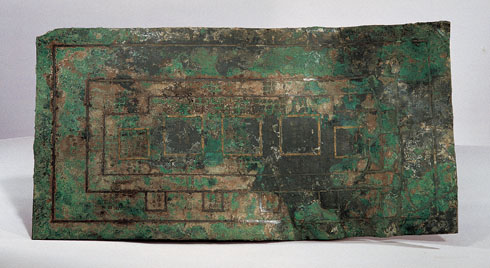
中山王陵兆域図

中山王墓（ちゅうざんおうぼ）は、中国の河北省石家荘市平山県上三汲郷南七汲村で出土した戦国時代の中山国の陵墓である。

## 概要
1974年から1978年にかけて、平山県城の北に位置する霊山山麓で中山国の末期の都城である霊寿城遺跡の発掘がおこなわれ、同時に紀元前4世紀末の王陵が2基発掘された。1号墓は霊寿城遺跡の西側の西霊山のふもとにあり、その東には2号墓が並んでいた。6号墓は霊寿城内西北部の東霊山のふもとにあり、その西に3号墓・4号墓・5号墓が並列していた。
1号墓は出土した青銅製の高坏の銘文から、中山王の陵墓であることが判明した。

## 副葬品
出土した副葬品は19,000点以上。
- 銀首人俑銅灯 - 6号墓出土。高さ66.4センチ。長い上着を着た男子をかたどっており、左手で蟠蛇によって繋がれた上下二層の灯盤を握り、右手で蟠蛇が灯柱となった灯盤を高く掲げている。
- 金銀象嵌龍鳳形銅方案 - 1号墓出土。座り込んだ4頭の小鹿が器足となって丸い盤を支え、盤の上に四龍四鳳が鎮座し、さらに四龍の頭に升形がついて方案を支えている。
- 金銀象嵌屏風台座 - 1号墓出土。「鹿を食う虎」「犀」「牛」の3つがセットで出土した。
- 十五連盞銅灯 - 1号墓出土。高さ84.5センチ。大樹によじ登った多くの猿を、上を向いた二人の人間が樹下からからかっている様をかたどっている。
- 銀象嵌双翼神獣 - 1号墓出土。
- 鉄足大鼎 - 中山王の九鼎のひとつで、鉄製の足をもつ銅鉄合鋳の鼎。高さ51センチ、口径42センチ、最大径65.8センチ、重さ60キログラム。各行6字、77行、計469字の銘文が刻まれていた。
- 中山侯青銅鉞
- 中山王陵兆域図 - 1号墓出土。長さ約94センチ、幅約48センチ、厚さ約1センチの銅板に、金銀の象嵌で中山王陵園の設計図を表現したもの。
- 円壺と古酒 - 円壺に2000年以上前の墨緑色の酒が保存されていた。窒素含有量が多く、乳酸や酪酸が含まれることから、乳汁か穀物の醸造酒と推測されている。